# Municipio de Perry (condado de Greene)
El municipio de Perry (en inglés: Perry Township) es un municipio ubicado en el condado de Greene en el estado estadounidense de Pensilvania. En el año 2000 tenía una población de 1.720 habitantes y una densidad poblacional de 22 personas por km².

## Geografía
El municipio de Perry se encuentra ubicado en las coordenadas 39°44′57″N 80°07′32″O / 39.74917, -80.12556.

## Demografía
Según la Oficina del Censo en 2000 los ingresos medios por hogar en la localidad eran de $33,947 y los ingresos medios por familia eran de $39,750. Los hombres tenían unos ingresos medios de $33,636 frente a los $22,375 para las mujeres. La renta per cápita de la localidad era de $15,696. Alrededor del 12,3% de la población estaba por debajo del umbral de pobreza.